# Michael Ibiyomi
Adeniyi Michael Ibiyomi (* 20. Oktober 1993) ist ein nigerianischer Fußballspieler.

## Karriere
Ibiyomi spielte bis 2015 in Togo für den OC Agaza. Im Februar 2015 wechselte er nach Finnland zum Rovaniemi PS. Im April 2015 debütierte er für Rovaniemi in der Veikkausliiga, als er am ersten Spieltag der Saison 2015 gegen den HJK Helsinki in der Startelf stand. In jenem Spiel erzielte er zudem seinen einzigen Treffer in der Liga in jener Saison. Außerdem kam er in der Saison 2015 zu zwei Einsätzen für den Drittligisten FC Santa Claus.
Zur Saison 2016 wechselte er zum Drittligisten AC Kajaani. Für Kajaani erzielte er in jener Saison in 22 Spielen in der Kakkonen 18 Treffer und wurde somit Torschützenkönig der Gruppe C der dritthöchsten Spielklasse. Sieben seiner 18 Saisontore erzielte er am vorletzten Spieltag bei einem 16:0-Sieg gegen seinen ehemaligen Verein FC Santa Claus.
Zur Saison 2017 kehrte Ibiyomi zunächst zu Rovaniemi zurück und bestritt für den Verein zwischen Februar und März 2017 vier Spiele im Pokal. Danach wechselte der Stürmer jedoch wieder in die Kakkonen zu Kajaani. 2017 stieg er schlussendlich mit seinem Verein in die zweitklassige Ykkönen auf. Ibiyomi beendete die Saison, wie auch in der Vorsaison, mit 18 Saisontoren als Torschützenkönig.
In der Saison 2018 kam er zu 25 Einsätzen in der Ykkönen, in denen er elf Tore erzielte.